# Aubigné-Racan

Aubigné-Racan este o comună în departamentul Sarthe, Franța. În 2009 avea o populație de 2.077 de locuitori.